# Tachina flavicalyptrata
Tachina flavicalyptrata là một loài ruồi trong họ Tachinidae.